# Ferdinand von Lochow (Pflanzenzüchter)

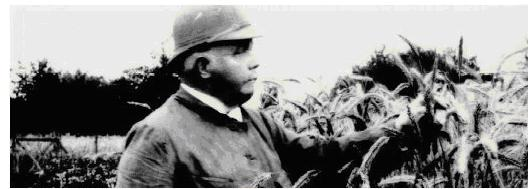
Ferdinand von Lochow III.

Ferdinand von Lochow III. (* 16. September 1849 in Petkus bei Berlin; † 8. September 1924 ebenda) war ein deutscher Landwirt und der Züchter einer neuen Roggensorte.

## Herkunft
Seine Eltern waren der Rittergutbesitzer, Kreisdeputierte und Johanniterritter Ferdinand von Lochow (1819–1865) und dessen Ehefrau Agnes von Schlieben (1827–1915), Tochter des sächsischen Majors  Friedrich von Schlieben und der Emilie von Leubnitz. Die preußischen Generäle Ewald von Lochow und Erich von Lochow (1853–1922) waren seine Brüder.

## Leben
Am 16. September 1849 auf dem väterlichen Gut Petkus im Fläming geboren, besuchte er das Melanchthon-Gymnasium in Wittenberg, später das Friedrich-Wilhelms-Gymnasium in Berlin, um sich dann zunächst der militärischen Laufbahn zuzuwenden. Auf dem Schlachtfeld bei Sedan wurde er Offizier (Seconde-Lieutenant). Bei Orléans schwer verwundet, kehrte er zurück, um Landwirt zu werden. Nach Lehr- und Beamtenjahren in Braunschweig und in der Mark Brandenburg wurde er Schüler von Julius Kühn an der Universität Halle. In den Semestern 1873/74 – 75/76 war er aktiv in der damaligen ALV Agronomia Halle (später Corps Agronomia Hallensis zu Göttingen), der er sein Leben lang die Treue hielt.
Am 8. September 1924 verstarb er im Alter von 74 Jahren.

### Zucht
Von Lochow bewirtschaftete das 1050 Hektar umfassende Rittergut Petkus, dessen Boden überwiegend diluvialer Sandboden war. Bei einer jährlichen Regenmenge von nur 615 mm und rauen Wintern konnten aus dem Ackerbau nur spärliche Erträge erzielt werden. 
Es gelang ihm durch ständige Auslese in zielbewusster, beharrlicher Arbeit, auf Sandboden mit rauem Klima einen erheblich anspruchslosen, aber sehr leistungsstarken Roggentyp zu züchten, der auch unter allen besseren Klima- und Bodenbedingungen nicht versagte, sondern sich gut anpassen konnte und hohe sichere Kornerträge brachte. In europäischen Roggenanbaugebieten gehören Petkuser Winterroggen und Einkreuzungen mit ihm zu den am meisten angebauten Roggensorten. Die Bedeutung der Zuchterfolge für die Landwirtschaft war so gewichtig, dass beispielsweise in den 1930er Jahren 90 % des gesamten deutschen Roggens und etwa die Hälfte der Weltroggenernte auf die Zuchtarbeit von Lochow zurückzuführen waren. Gleiche Zuchterfolge erzielte von Lochow später bei dem Petkuser Sommerroggen sowie bei Haferzüchtungen (Petkuser Gelbhafer).
Auch andere Züchtungen, wie Sommerroggen, Petkuser Gelbhafer oder die Kartoffelsorte „Woltmann 34“ und Petkuser Lein fanden weitgehende Verbreitung. Sie trugen sämtlich dazu bei, Lochows Bestrebungen zu einem Erfolg zu verhelfen, die Wirtschaftlichkeit der Landwirtschaft auf von Natur aus armen Sandböden zu verbessern. Seine Erkenntnisse aus der Pflanzenzucht übertrug von Lochow gleichfalls auf das tierzüchterische Gebiet und wurde damit Pionier und Förderer systematischer Leistungsprüfungen in der Viehzucht. Unter dem Grundsatz „Zucht auf Leistung unter Beachtung der Konstitution“ baute er beispielhaft seine Rinder-, Edelschwein- und Geflügelzucht auf. Als Vorkämpfer für die Dünnsaat, erhöhter Düngeranwendung und schließlich auch für den Ausbau des landwirtschaftlichen Genossenschaftswesens machte sich von Lochow einen Namen.
Ferdinand von Lochow-Petkus bewirtschaftete auch das bei Luckau in der Niederlausitz, bereits von seinem Vater erworbene, Rittergut Zieckau. Deren Größe ist im 1923 amtlichen Güteradressbuch mit 934 Hektar angegeben. Mittelpunkt war hier die Schafswirtschaft. Der Betrieb wurde seinem ältesten Sohn und einem Oberinspektor betreut.
Des Weiteren wurden vom sehr großen Nachbargut Stülpe der von Rochow`schen Erbengemeinschaft einige Ländereien gepachtet. Lochow kam so auch mit dem Oberpräsident Wilhelm von Waldow in Kontakt, der als verwandter Testamentsvollstrecker agierte.

### Ehrungen

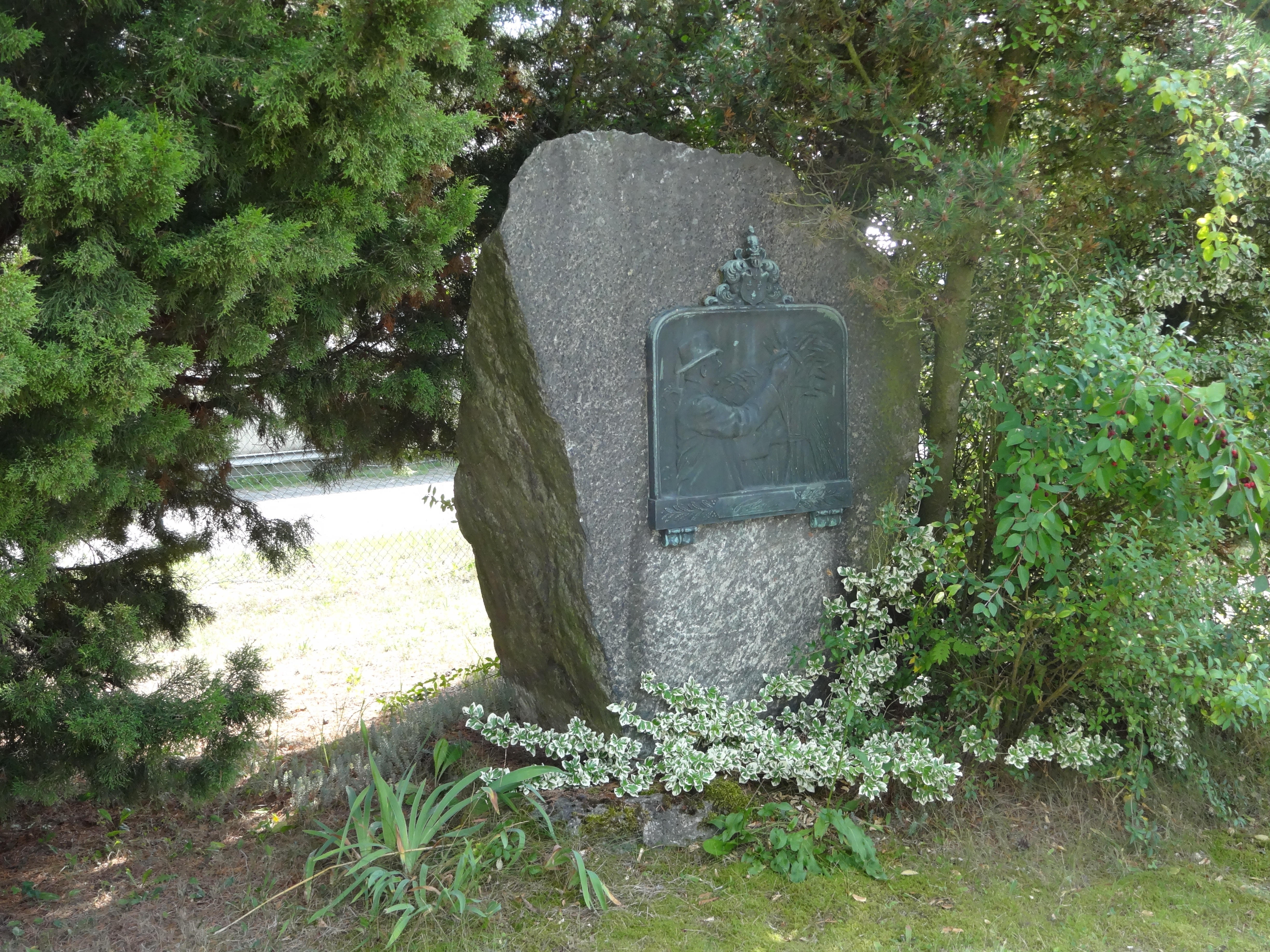
Gedenkstein in Petkus

1871 wurde ihm der Hausorden vom Weißen Falken des Großherzogtums Sachsen-Weimar-Eisenach in der Stufe Ritterkreuz mit Schwertern verliehen.
Im Jahr 1914 wurde er von der Philosophischen Fakultät an der Universität Halle zum Ehrendoktor und 1922 von der Landwirtschaftlichen Hochschule Berlin zum  ersten Doktor der Landwirtschaft ehrenhalber ernannt.
In Petkus steht vor dem Neuen Saatzuchtgebäude in Gedenkstein für von Lochow.

### Familie
Ferdinand von Lochow heiratete 1883 in Berlin Anna von Bülow (1862–1948), eine Tochter des preußischen Generals Hans von Bülow. Das Paar hatte zwei Söhne und drei Töchter. Die Züchtungsarbeit wurde von seinem ältesten Sohn Ferdinand von Lochow IV. (1884–1931) fortgeführt. Sein Sohn Hans wiederum war aktiver Offizier und betreute einige Jahre das benachbarte Rittergut Heinsdorf, konnte es aber nicht durch die Krise bringen.
Ferdinand von Lochow VII. führt den landwirtschaftlichen Betrieb Petkus fort. In dem von Ferdinand von Lochow erbauten ehemaligen Saatzuchtgebäude wird heute ein Hotel fortgeführt. Dessen Bruder Andreas von Lochow führt eine Unternehmensberatung für Fuhrparkmanagement sowie einen Internethandel.